# Rediff.com

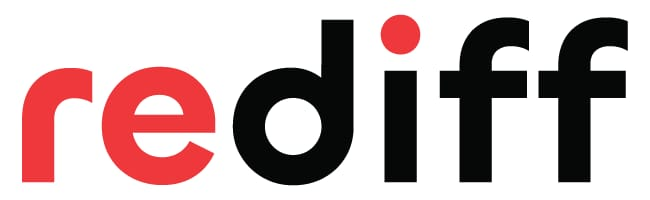

Rediff.com은 인도의 뉴스, 정보, 엔터테인먼트, 쇼핑 웹사이트이다. 1996년 아지트 발라크리슈난(Ajit Balakrishnan)이 설립한 Rediff.com은 인도 최초의 주류 뉴스 미디어 기관이 되었다. 본사는 뭄바이에 있으며, 벵갈루루, 뉴델리, 뉴욕에 지사를 두고 있다.
2009년 기준, 직원 수는 300명이 넘는다. 설립 당시 인도에서 인터넷 접속이 시작된 지 불과 5개월, 사용자 수는 18,000명에 불과했다. 이로 인해 Rediff.com은 인도 최초의 포털 사이트 및 이메일 제공업체 중 하나로 자리매김했다.
Rediff는 뉴스, 머니위즈(Moneywizz), 포트폴리오, Rediff 구루스(Rediff Gurus), 메일(Mail) 등의 주요 사업을 운영하고 있다.